# 牛深市
牛深市（うしぶかし）は、熊本県の天草諸島南部にあった市。2006年3月27日の市町村合併により天草市の一部となった。

## 地理
天草諸島の下島の最南端に位置する。

### 隣接していた自治体
- 熊本県
  - 天草郡 天草町、河浦町

### 気候
| 牛深市（1991年 - 2020年）の気候                         | 牛深市（1991年 - 2020年）の気候 | 牛深市（1991年 - 2020年）の気候 | 牛深市（1991年 - 2020年）の気候 | 牛深市（1991年 - 2020年）の気候 | 牛深市（1991年 - 2020年）の気候 | 牛深市（1991年 - 2020年）の気候 | 牛深市（1991年 - 2020年）の気候 | 牛深市（1991年 - 2020年）の気候 | 牛深市（1991年 - 2020年）の気候 | 牛深市（1991年 - 2020年）の気候 | 牛深市（1991年 - 2020年）の気候 | 牛深市（1991年 - 2020年）の気候 | 牛深市（1991年 - 2020年）の気候 |
| 月                                                      | 1月                             | 2月                             | 3月                             | 4月                             | 5月                             | 6月                             | 7月                             | 8月                             | 9月                             | 10月                            | 11月                            | 12月                            | 年                              |
| ------------------------------------------------------- | ------------------------------- | ------------------------------- | ------------------------------- | ------------------------------- | ------------------------------- | ------------------------------- | ------------------------------- | ------------------------------- | ------------------------------- | ------------------------------- | ------------------------------- | ------------------------------- | ------------------------------- |
| 最高気温記録 °C （°F）                                  | 21.8 (71.2)                     | 23.6 (74.5)                     | 24.5 (76.1)                     | 29.2 (84.6)                     | 31.2 (88.2)                     | 33.9 (93)                       | 37.5 (99.5)                     | 39.6 (103.3)                    | 36.7 (98.1)                     | 34.0 (93.2)                     | 27.8 (82)                       | 24.0 (75.2)                     | 39.6 (103.3)                    |
| 平均最高気温 °C （°F）                                  | 11.8 (53.2)                     | 13.0 (55.4)                     | 16.1 (61)                       | 20.3 (68.5)                     | 24.2 (75.6)                     | 26.5 (79.7)                     | 30.4 (86.7)                     | 32.2 (90)                       | 29.6 (85.3)                     | 25.0 (77)                       | 19.6 (67.3)                     | 14.2 (57.6)                     | 21.9 (71.4)                     |
| 日平均気温 °C （°F）                                    | 8.6 (47.5)                      | 9.4 (48.9)                      | 12.2 (54)                       | 16.3 (61.3)                     | 20.1 (68.2)                     | 23.1 (73.6)                     | 27.0 (80.6)                     | 28.3 (82.9)                     | 25.6 (78.1)                     | 21.1 (70)                       | 16.0 (60.8)                     | 10.8 (51.4)                     | 18.2 (64.8)                     |
| 平均最低気温 °C （°F）                                  | 5.5 (41.9)                      | 6.0 (42.8)                      | 8.6 (47.5)                      | 12.6 (54.7)                     | 16.6 (61.9)                     | 20.5 (68.9)                     | 24.3 (75.7)                     | 25.4 (77.7)                     | 22.7 (72.9)                     | 17.8 (64)                       | 12.8 (55)                       | 7.6 (45.7)                      | 15.0 (59)                       |
| 最低気温記録 °C （°F）                                  | −3.4 (25.9)                     | −3.4 (25.9)                     | −1.6 (29.1)                     | 2.0 (35.6)                      | 9.4 (48.9)                      | 12.6 (54.7)                     | 18.0 (64.4)                     | 18.8 (65.8)                     | 14.1 (57.4)                     | 7.4 (45.3)                      | 2.8 (37)                        | −1.5 (29.3)                     | −3.4 (25.9)                     |
| 降水量 mm （inch）                                      | 79.7 (3.138)                    | 95.4 (3.756)                    | 124.7 (4.909)                   | 158.1 (6.224)                   | 178.7 (7.035)                   | 409.6 (16.126)                  | 348.9 (13.736)                  | 200.7 (7.902)                   | 204.0 (8.031)                   | 96.5 (3.799)                    | 106.5 (4.193)                   | 96.4 (3.795)                    | 2,109.8 (83.063)                |
| 降雪量 cm （inch）                                      | 1 (0.4)                         | 1 (0.4)                         | 0 (0)                           | 0 (0)                           | 0 (0)                           | 0 (0)                           | 0 (0)                           | 0 (0)                           | 0 (0)                           | 0 (0)                           | 0 (0)                           | 0 (0)                           | 1 (0.4)                         |
| 平均降水日数 （≥0.5 mm）                                | 12.1                            | 11.4                            | 12.2                            | 11.1                            | 10.5                            | 15.6                            | 11.6                            | 10.6                            | 10.7                            | 7.6                             | 10.0                            | 12.0                            | 135.3                           |
| 平均降雪日数                                            | 3.4                             | 2.6                             | 0.8                             | 0.0                             | 0.0                             | 0.0                             | 0.0                             | 0.0                             | 0.0                             | 0.0                             | 0.0                             | 2.2                             | 8.6                             |
| % 湿度                                                  | 65                              | 64                              | 66                              | 69                              | 73                              | 82                              | 82                              | 77                              | 73                              | 66                              | 67                              | 65                              | 71                              |
| 平均月間日照時間                                        | 105.4                           | 121.7                           | 160.9                           | 180.9                           | 189.7                           | 124.1                           | 193.1                           | 227.9                           | 192.0                           | 191.0                           | 147.2                           | 118.4                           | 1,954.5                         |
| 出典：気象庁 (平均値：1991年-2020年、極値：1949年-現在) |                                 |                                 |                                 |                                 |                                 |                                 |                                 |                                 |                                 |                                 |                                 |                                 |                                 |

## 歴史
- 1954年（昭和29年）7月1日 - 牛深町・久玉村・深海村・魚貫村・二浦村が合併し発足。
- 1957年（昭和32年）3月1日 - 路木を河浦町に編入。
- 2006年（平成18年）3月27日 - 本渡市・有明町・御所浦町・倉岳町・栖本町・新和町・五和町・天草町・河浦町と合併し、天草市となる。[2]

## 行政

### 歴代市長
特記なき場合『日本の歴代市長 : 市制施行百年の歩み』などによる。
| 代 | 氏名       | 就任                      | 退任                       | 備考         |
| -- | ---------- | ------------------------- | -------------------------- | ------------ |
| 1  | 高橋重博   | 1954年（昭和29年）7月23日 | 1966年（昭和41年）7月22日  |              |
| 2  | 宇良田彰人 | 1966年（昭和41年）7月23日 | 1972年（昭和47年）12月13日 | 在任中に死去 |
| 3  | 西村武典   | 1973年（昭和48年）1月30日 | 1980年（昭和55年）5月12日  | 辞職         |
| 4  | 浦田宇次郎 | 1980年（昭和55年）6月28日 | 1984年（昭和59年）6月27日  |              |
| 5  | 西村武典   | 1984年（昭和59年）6月28日 | 2006年（平成18年）3月26日  | 廃止         |

## 経済

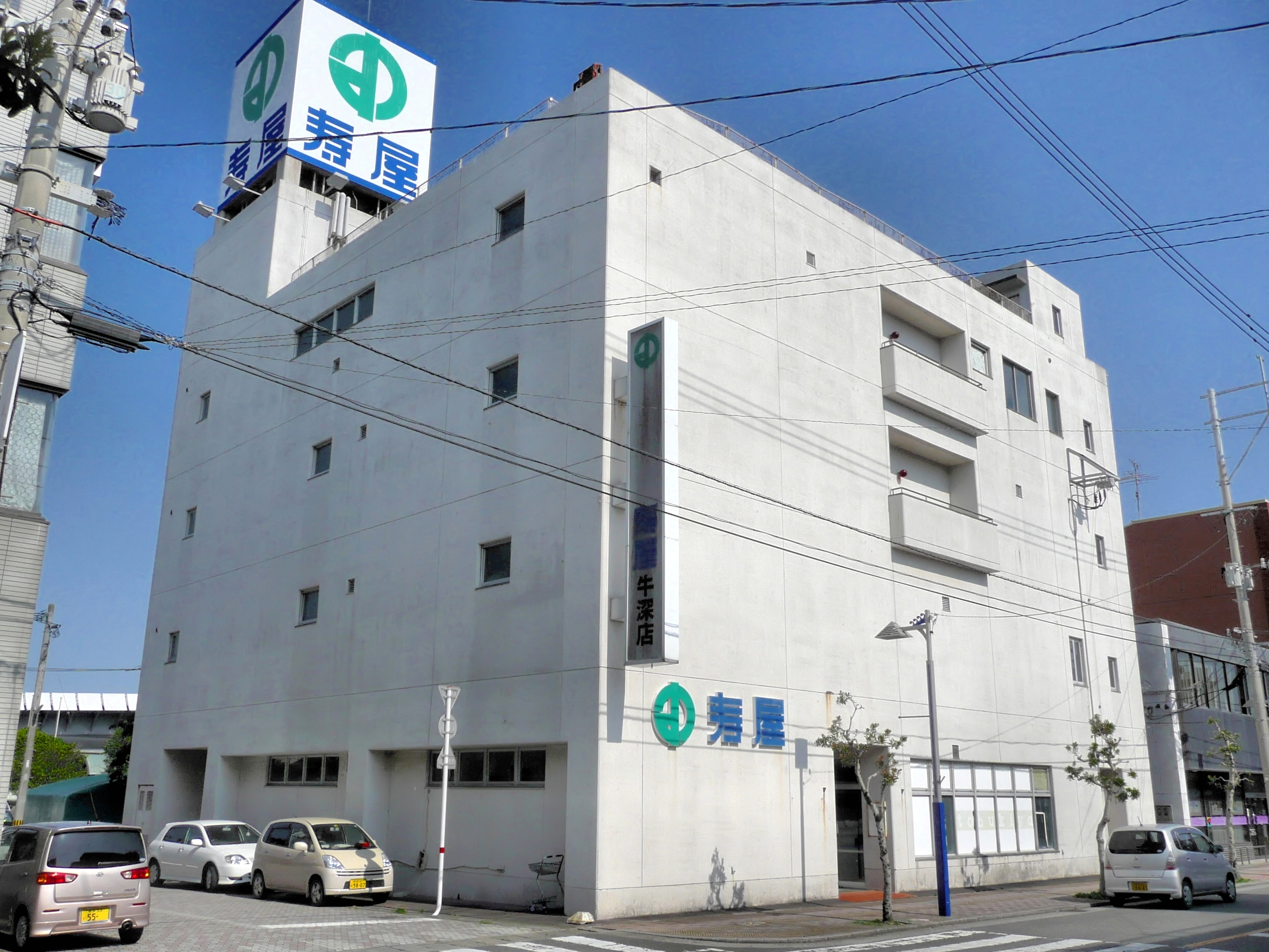
市役所に隣接しており商業の中心の1つとなっていた寿屋牛深店。2002年に閉店した。

### 産業
2002年度市内総生産422億円
- 主な産業 - 漁業、農業

## 地域

### 教育
合併後、牛深市立の小中学校は天草市立となった。

#### 高等学校
- 熊本県立牛深高等学校

#### 中学校
- 牛深市立牛深中学校
- 牛深市立牛深東中学校
- 牛深市立久玉中学校（廃校）
- 牛深市立深海中学校（廃校）
- 牛深市立天附中学校（廃校）
- 牛深市立魚浦中学校（廃校）
- 牛深市立大島中学校（廃校）

#### 小学校
- 牛深市立牛深小学校
- 牛深市立茂串小学校（廃校）
- 牛深市立深海小学校（廃校）
- 牛深市立浅海小学校（廃校）
- 牛深市立二浦小学校（廃校）
- 牛深市立魚貫小学校（廃校）
- 牛深市立久玉小学校（廃校）
- 牛深市立山之浦小学校（廃校）
- 牛深市立内之原小学校（廃校）
- 牛深市立天附小学校（廃校）
- 牛深市立池田小学校（廃校）
- 牛深市立大島小学校（廃校）

## 交通

### 道路
- 一般国道
  - 国道266号
- 主要地方道
  - 熊本県道26号本渡牛深線
  - 熊本県道35号牛深天草線
- 一般県道
  - 熊本県道288号深海線

### バス
- 産交バス：本渡 - 牛深ほか

### 船舶
- 牛深港 - 蔵之元港（鹿児島県出水郡長島町）

## 名所・旧跡・観光スポット・祭事・催事
| 牛深ハイヤ大橋 |  | ループ部分 |
| 牛深ハイヤ大橋 |  | ループ部分 |

- 遠見番所跡 - 密貿易の監視にあたった近世の見張り番所跡。眼下に牛深市街、牛深港、さらに天草灘、八代海の小島を眺めることができる。
- 六郎次山 - 標高405m。
- 牛深ハイヤ大橋（くまもとアートポリス参加プロジェクト） - 牛深湾内を横切る橋。デザインは、ポンピドゥー・センター（パリ）や関西国際空港ターミナルビル（大阪府）、メゾンエルメス（銀座）などの設計で知られる建築家レンゾ・ピアノが設計。

### 祭事・催事
- 牛深ハイヤ祭り - 牛深市における最も著名な行事としては毎年4月に行われる「牛深ハイヤ祭り」が挙げられる。牛深ハイヤは全国に点在するいわゆる「牛深ハイヤ節」の代表例と言われる[誰によって?]。
- 牛深あかね市 - 12月第1土曜日と日曜日に開催されている。「いきいきマーケット」（特産品即売会）、「タイ釣り大会」、各種団体による「牛深ハイヤ踊り」などで街は賑わいを見せる。「あかね」とは牛深の方言で「大漁だ！よかったな」の意味である。

## 牛深を舞台にした作品
- 小説：高橋治『うず潮のひと』 講談社 1987年
- NHK大河ドラマ『武蔵』：牛深市の茂串海岸が巌流島の決闘のロケ地となった。
- 『藍より青く』 NHK朝の連続テレビ小説の第12弾。

## 牛深市出身の有名人
- 浜名志松（研究家）
- 尾谷いずみ（テレビ熊本アナウンサー）
- 河合麗子（元熊本県民テレビアナウンサー）
- 高波文一（元プロ野球選手）
- 秋本勝則（元柔道選手）
- 栃光正之（元大相撲力士）
- 池田大輔（プロレスラー）

### 牛深市にゆかりのある有名人
- 蛭子能収（漫画家。牛深市生まれ、育ちは長崎市）
- 中嶋勝彦（プロレスラー。母が牛深市出身）